# Жулио Сезар
Жулио Сезар Соарес де Еспиндола (порт. Júlio César Soares de Espíndola; Дуке де Кашијас, 3. септембар 1979) је бивши бразилски професионални фудбалер који је играо на позицији голмана. Висок је 186 цм и има 80 kg.
Године 2009. проглашен је трећим најбољим голманом на свету, а исте године је добио награду за најбољег голмана италијанске Серије А.

## Клупска каријера

### Фламенго
Професионалну каријеру је започео у Фламенгу. У периоду од 1998. до 2004. одиграо је укупно 130 утакмица у дресу Фламенга. Године 2004. прелази у Интер за 2.500.000 евра.

### Интер
Због ограничења броја играча ван ЕУ у Серији А, Интер га је послао у Кјево на једногодишњу позајмицу. За то време није забележио ни један наступ у дресу Кјева.
Први меч у дресу Интера одиграо је 10. августа 2005. против Шахтара из Доњецка (завршен 2:0 за Интер). Од тада је стандардни Интеров голман.
У календарској 2010. години Сезар је са Интером освојио пет трофеја: лигу шампиона, Серију А, куп Италије, суперкуп Италије и светско клупско првенство.

## Репрезентативна каријера
За репрезентацију Бразила је дебитовао 8. септембра 2004. на пријатељском мечу против Немачке. До децембра 2010. одиграо је укупно 53 утакмице. Са бразилском репрезентацијом је наступао на купу конфедерација (2009) и светском првенству 2010. Укупно је бранио на 12 пријатељских утакмица, пет утакмица на светском првенству, 18 утакмица у квалификацијама за првенство Јужне Америке и пет утакмица купа конфедерација, што укупно износи 40. Преосталих 13 мечева се воде као незванични.

## Трофеји

### Фламенго
- Првенство Кариока (4) : 1999, 2000, 2001, 2004.
- Куп Гуанабара (3) : 1999, 2001, 2004.
- Куп Меркосур (1) : 1999.
- Куп Рија (1) : 2000.
- Куп шампиона Бразила (1) : 2001.

### Интер
- Првенство Италије (5) : 2005/06. (за "зеленим столом"), 2006/07, 2007/08, 2008/09, 2009/10.
- Куп Италије (3) : 2005/06, 2009/10, 2010/11.
- Суперкуп Италије (4) : 2005, 2006, 2008, 2010.
- Лига шампиона (1) : 2009/10.
- Светско првенство за клубове (1) : 2010.
- УЕФА суперкуп : финале 2010.

### Бенфика
- Првенство Португала (3) : 2014/15, 2015/16, 2016/17.
- Куп Португала (1) : 2016/17.
- Лига куп Португала (2) : 2014/15, 2015/16.
- Суперкуп Португала (1) : 2016.

### Репрезентација Бразила
- Светско првенство У 17 (1) : 1997.
- Амерички куп (1) : 2004.
- Куп конфедерација (2) : 2009, 2013.